# ITF Kasan
Das ITF Kasan (offiziell: Tatarstan Open) war ein Tennisturnier des ITF Women’s Circuit, das in Kasan ausgetragen wurde.

## Siegerliste

### Einzel
| Jahr                     | Siegerin               | Finalgegnerin        | Ergebnis       |
| ------------------------ | ---------------------- | -------------------- | -------------- |
| ↓ Kategorie: $50.000 ↓   |                        |                      |                |
| 2010                     | Anna Lapuschtschenkowa | Witalija Djatschenko | 6:1, 2:6, 7:64 |
| ↓ Kategorie: $50.000+H ↓ |                        |                      |                |
| 2011                     | Julija Putinzewa       | Caroline Garcia      | 6:4, 6:2       |
| 2012                     | Kateryna Koslowa       | Tara Moore           | 6:3, 6:3       |
| 2013                     | Anna-Lena Friedsam     | Marta Sirotkina      | 6:2, 6:3       |
| ↓ Kategorie: $10.000 ↓   |                        |                      |                |
| 2014                     | Natela Dzalamidze      | Marta Paigina        | 6:2, 6:2       |
| 2015                     | Wiktorija Kamenskaja   | Alena Tarassowa      | 6:1, 6:3       |

### Doppel
| Jahr                     | Siegerinnen                            | Finalgegnerinnen                      | Ergebnis          |
| ------------------------ | -------------------------------------- | ------------------------------------- | ----------------- |
| ↓ Kategorie: $50.000 ↓   |                                        |                                       |                   |
| 2010                     | Kazjaryna Dsehalewitsch Lessja Zurenko | Albina Xabibulina Xenija Palkina      | 6:2, 6:3          |
| ↓ Kategorie: $50.000+H ↓ |                                        |                                       |                   |
| 2011                     | Jekaterina Iwanowa Andreja Klepač      | Witalija Djatschenko Alexandra Panowa | walkover          |
| 2012                     | Walentina Iwachnenko Kateryna Koslowa  | Ljudmyla Kitschenok Nadija Kitschenok | 6:4, 6:76, [10:4] |
| 2013                     | Walentina Iwachnenko Kateryna Koslowa  | Başak Eraydın Weronika Kapschaj       | 6:4, 6:1          |
| ↓ Kategorie: $10.000 ↓   |                                        |                                       |                   |
| 2014                     | Natela Dzalamidze Alena Tarassowa      | Ksenija Bekker Anastassija Frolowa    | 6:1, 6:1          |
| 2015                     | Oleksandra Korashvili Polina Leikina   | Anastassija Frolowa Polina Merenkova  | kampflos          |

## Quelle
- ITF Homepage